# Olympique Lyon
Olympique Lyon (offiziell Olympique lyonnais, kurz „OL“) ist ein französischer Fußballverein aus Lyon. Seine Herrenmannschaft dominierte in Frankreich vom ersten nationalen Titelgewinn im Jahr 2002 die französische Liga bis zum Ende des Jahrzehntes und stellte im Mai 2008 mit sieben aufeinanderfolgenden Meisterschaften einen neuen Ligarekord auf. Auf internationaler Bühne sind die größten Erfolge das Erreichen des Halbfinals im Europapokal der Pokalsieger 1963/64 sowie 2009/10 und 2019/20 in der Champions League. 2007 war Olympique Lyon der erste Verein, der im selben Jahr sowohl bei den Männern als auch bei den Frauen die französische Meisterschaft gewinnen konnte. Den ersten europäischen Titel des Klubs gewannen seine Frauen mit der UEFA Women’s Champions League 2011.
Der Verein gehört zur OL Groupe, deren Aktien an der Euronext-Börse gehandelt werden. Im 2022 wurde diese Gruppe mehrheitlich von der Eagle Football Holdings des US-amerikanischen Investors John Textor übernommen, die auch Anteile von Crystal Palace (46 %) in England, RWD Molenbeek (80 %) in Belgien und Botafogo FR (90 %) in Brasilien hält. Eagle Football hält seither 89,77 % der OL Groupe. 8,41 % werden von Interessen des französischen Unternehmers Jean-Michel Aulas, der von 1987 bis 2022 Eigentümer des Vereins war, gehalten.

## Geschichte

### Gründung
Der Vorgängerverein Racing Club de Lyon wurde 1896 aus der Fusion des Racing Club de Vaise und des Rugby Club de Lyon gegründet. Der Verein erhielt 1899 eine Fußballabteilung und benannte sich 1902 in Lyon Olympique um. Es war der erste Verein aus Lyon, der sich für die Endrunde der französischen Fußballmeisterschaft 1906 qualifizierte. 1910 wurde die Association Sportive de l’Ecole Centrale aufgenommen und der Name Lyon Olympique Universitaire (LOU) angenommen. Der Verein spielte im Stade des Iris und wartete auf die Fertigstellung des Stade de Gerland, das schließlich 1926 fertiggestellt wurde.
Unter der Führung von Félix Louot, der eine Summe von dreizehn Millionen Franc investierte, trat der Verein 1942 in den Profifußball ein und gewann 1945 mit zwei Punkten Vorsprung auf Bordeaux die Südgruppe der letzten „Kriegsmeisterschaft“. Im nationalen Finale der Meisterschaft standen sich Lyon und Rouen gegenüber. Der FC Rouen gewann am 24. Juni 1945 im Stade Yves-du-Manoir im Pariser Vorort Colombes mit vier zu null Toren. Dank der guten Ergebnisse, die der Verein während des Krieges erzielte, stieg er zur Saison 1945/46 in die Division 1 auf. Der Verein wurde damals von Félix Louot geleitet und stieg am Ende der Saison in die D2 ab.
Im Mai 1950 führten starke Meinungsverschiedenheiten zwischen den Fußball- und Rugbyabteilungen des LOU zu einer Spaltung zwischen diesen beiden Abteilungen. Die erste Versammlung zur Gründung des Vereins fand am 19. Mai 1950 in der Brasserie de la République statt, um am 23. Mai aus dem Café Neuf, einer Eisdiele am Rande des Place Bellecour, offiziell bekannt gegeben zu werden. Der Start der Profifußballabteilung erfolgte am 27. Mai 1950, als die Satzung bei der Präfektur des Departements Rhône hinterlegt wurde. Man entschied sich daraufhin für einen neuen Namen: Olympique de Lyon et du Rhône.
Als Reaktion auf diesen Konflikt der Abteilungen wurde der Lyon OU von der Ligue du Lyonnais für zwei Saisons mit einem Fußballverbot belegt und nach Verbüßung dieser Strafe gründete der LOU eine neue Fußballabteilung und gründete bei dieser Gelegenheit einen neuen Verein mit neuer FFF-Mitgliedsnummer, der bis heute besteht.

### Erste nationale Erfolge
Oscar Heisserer war der erste Trainer der neuen Struktur. Er behielt seinen Posten in der ehemaligen Fußballabteilung des OL. Aus wirtschaftlicher Sicht nahm die im Stadtteil Part-Dieu angesiedelte Geschäftsführung eine öffentliche Anleihe auf, um die vom französischen Fußballverband geforderten 15 Millionen Francs aufzubringen. Bei einem Treffen am 6. Juni 1950 wurde ein Beschluss gefasst, der besagte, dass „jedes Darlehen von 25.000 Francs eine Stimme gibt“. Eine Woche später, bei der Versammlung am 12. Juni, wurden elf Zusagen gemacht. Das erste offizielle Spiel des Klubs in der zweiten Liga fand am 27. August 1950 gegen Cercle athlétique de Paris statt und wurde mit drei zu null Toren gewonnen. Der Start war vielversprechend, da die Mannschaft in den ersten zehn Spielen der Saison 1950–1951 eine Serie von neun Siegen und einem Unentschieden erzielte. Der französische Meistertitel wurde nach einem Sieg über den AS Monaco mit drei zu null Toren im Stadion Gerland vor fünftausend Zuschauern errungen.
Der OL stieg 1951 in die erste Liga auf, um 1952 als Vorletzter wieder in die zweite Liga abzusteigen. Nach dem Aufstieg 1954 begann eine lange Zeit in der ersten Liga. Mitte der 1960er Jahre erlebte der Verein eine erste Blütezeit, in der Fleury Di Nallo der Star unter den Mittelstürmern war.
Die Mannschaft erreichte 1963 den fünften Platz und 1964 sogar den vierten Platz. Vor allem aber gewannen sie in diesem Jahr die erste Trophäe des Vereins. Nachdem sie im Jahr zuvor im Finale am AS Monaco, der das Double aus Meisterschaft und Pokal gewann, gescheitert waren, gelang es ihnen 1964, den französischen Pokal zu gewinnen, indem sie im Finale Girondins Bordeaux mit 2:0 besiegten, nachdem sie im Viertelfinale den RC Lens und im Halbfinale den Valenciennes FC ausgeschaltet hatten.
Zu dieser Zeit beginnen auch die ersten europäischen Wettbewerbe. Die ersten drei Teilnahmen blieben ohne Erfolg und der Verein überstand keine Runde des Wettbewerbs. Der Verein entdeckt Europa mit der zweiten Auflage des Pokals der Messestädte im Jahr 1958. Die Mannschaft schied gegen Inter Mailand mit einem Ergebnis von null zu sieben Toren im Hinspiel im San Siro und einem Unentschieden im Rückspiel aus.
1963 gelang dem OL sein erster Europapokalauftritt. Als Finalist des vorherigen französischen Pokals – und da der Sieger, der AS Monaco, am Pokal der europäischen Meistervereine teilnahm – gab die Mannschaft ihr Debüt im Pokalwettbewerb. Im Halbfinale unterlagen sie in Gerland dem Sporting Club Portugal mit 0:0, bevor sie in Lissabon ein 1:1-Unentschieden erreichten. Die Auswärtstorregel wurde jedoch erst einige Jahre später eingeführt. So mussten sie ein Entscheidungsspiel in Madrid bestreiten, das sie mit 0:1 verloren, sodass die Portugiesen ins Finale einzogen, das sie gegen MTK Budapest gewannen. Die Portugiesen gewannen das Finale gegen MTK Budapest. Sie schieden in der ersten Runde gegen den FC Porto mit 0:3 und 0:1 aus.

### Mitte der Tabelle (1965–1987)
1965 wurde Lyon Sechster und fand sich in den folgenden Jahren wieder im Mittelfeld der Tabelle wieder. 1967 gelang ihnen nach einem zweiten Sieg im französischen Pokal und einem 3:1-Finalsieg gegen Sochaux die Rückkehr in den Pokalwettbewerb, wo sie Aris Bonnevoie mit zwei Siegen (3:0 und 2:1), Tottenham Hotspur mit einem 1:0-Sieg und einer 3:4-Niederlage aus dem Wettbewerb warfen und im Viertelfinale erneut an Hamburg scheiterten.
In den letzten drei Spielzeiten der 1960er Jahre blieb Olympique Lyon im Mittelfeld der Tabelle und scheiterte jedes Jahr im Achtelfinale des französischen Pokals.
Anfang der 1970er Jahre begann eine neue Ära. Die Mannschaft, die von Aimé Mignot geleitet und von Bernard Lacombe, Serge Chiesa und Raymond Domenech verstärkt wurde, erreichte 1972 den fünften Platz und stand 1974 und 1975 zum ersten Mal in ihrer Geschichte auf dem Podium der französischen Meisterschaft. Sie gewannen 1973 den französischen Pokal, indem sie im Finale den FC Nantes mit 2:1 Toren besiegten, konnten aber nicht das Double aus Pokal und Meisterschaft erreichen. Der Verein begann, sich zu einem Stammgast im Pokalwettbewerb zu entwickeln, in dem er 1974 erneut das Achtelfinale erreichte.
Der OL hatte 1977 große finanzielle Probleme, da in der Profiwelt die sogenannten Zeitverträge eingeführt wurden, die die Vereine dazu verpflichteten, ihre Spieler zu besitzen, indem sie ihnen ein monatliches Gehalt zahlten. Da die Lohnsumme 1976 4,9 Millionen Francs betrug, verfügte der OL nicht über ausreichende finanzielle Mittel. Um zu überleben, wurde der Verein daher gezwungen, zu verkaufen. Dies beginnt mit dem Abgang von Raymond Domenech nach Racing Straßburg für 600.000 Francs und dem Vorschlag des OL an seine Spieler, die Gehälter zu senken. Im Jahr 1978 war es Bernard Lacombe, der den Verein für 1,6 Millionen Franc verlassen musste.
Ende der 1970er Jahre kehrte die Mannschaft in die hinteren Tabellenregionen zurück, wo sie 1980 auf dem 18. Platz landete und fast abgestiegen wäre. Eine siegreiche Barrage gegen Avignon, bei der das Hinspiel mit sechs zu null Toren gewonnen und das Rückspiel mit vier zu zwei Toren verloren wurde, rettete die Situation für eine gewisse Zeit. Die Lyoner, die zu diesem Zeitpunkt mit 29 Spielzeiten den Rekord für die längste aufeinanderfolgende Zeit in der Eliteklasse hielten, stiegen nach der Saison 1982/83, als Charles Mighirian das Amt des Vereinspräsidenten übernahm, schließlich ab.

### Wiederaufstieg
Im Jahr 1987, als der Verein gerade einige Jahre in der zweiten Liga verbracht hatte, übernahm Jean-Michel Aulas die Leitung des Vereins. Er wurde am 15. Juni 1987 zum Nachfolger von Charles Mighirian gewählt und strebte eine „europäische Qualifikation innerhalb von drei Jahren“ an. Obwohl er überraschend den Trainer Robert Nouzaret fast unmittelbar nach seiner Ankunft entließ, gelang der Wiederaufstieg in die D1 bereits 1989, was unter anderem dem erfolgreichen Training von Raymond Domenech zu verdanken war. Die angekündigte europäische Qualifikation wurde sogar nach nur zwei Spielzeiten in der Eliteklasse erreicht, wobei der Präsident Jean-Michel Aulas die Wette „Europa in drei Jahren“, die er bei seiner Ankunft ins Leben gerufen hatte, einlöste. In der darauffolgenden Saison schrammte der Verein jedoch knapp am Abstieg vorbei.
1995 kehrte der Verein auf das Podium zurück und wurde Zweiter hinter Nantes. In der Saison 1995–1996 bestritt der OL sein erstes Ligapokalfinale gegen den FC Metz im Parc des Princes, das im Elfmeterschießen mit 5:4 verloren ging, wobei Stéphane Roche und Marcelo scheiterten. Im selben Jahr kam der Verein auf den Geschmack des Europapokals und schaltete unter anderem Lazio Rom aus. 1997 kehrte der Verein in den kontinentalen Wettbewerb zurück, den Intertoto-Cup, den er im Finale gegen Montpellier HSC gewann.
Die Mannschaft wurde verstärkt und stieg auf. In der Saison 1997–1998 belegte sie den sechsten Platz, in den Jahren 1998–1999 und 1999–2000 den dritten Platz. 1999 ermöglichte die Einlage von 104 Millionen Francs der Gruppe Pathé, den Verein in eine neue Ära zu führen, indem er einen neuen Stürmer kaufte: Sonny Anderson. Der brasilianische Stürmer, der vom FC Barcelona kam, wurde zu einem der emblematischsten Spieler in der Geschichte von Olympique Lyon. In der Saison 2000–2001 wurde der Verein wie sechs Jahre zuvor Zweiter hinter dem FC Nantes, gewann aber den Ligapokal gegen den AS Monaco, die erste nationale Trophäe seit 1973.

### An der Spitze der französischen Liga (2001–2008)
Im Jahr 2002 gewann Olympique Lyon am letzten Spieltag seinen ersten Titel in der französischen Meisterschaft. Es folgte eine Serie von sieben aufeinanderfolgenden französischen Meistertiteln. Von nun an spielte Olympique Lyon sowohl auf nationaler als auch auf europäischer Ebene in der ersten Liga, obwohl es dem Verein nicht gelang, das Halbfinale der Champions League zu erreichen.
Trotz einem zweiten Platz in der Meisterschaft, einem Sieg im Ligapokal und einer guten Leistung in der Champions League im Vorjahr konnte die Mannschaft von Jacques Santini in der nächsten Saison nicht mehr für einen Überraschungseffekt sorgen. Während Lyon am neunten Spieltag noch in Führung lag, fiel der Verein nach und nach hinter den Tabellenführer Lens zurück, der am Abend des neunzehnten Spieltags sieben Punkte Vorsprung hatte. Der Abstand verringerte sich jedoch immer weiter, sodass am letzten Spieltag nur noch ein Punkt zwischen den beiden Mannschaften lag, die im Stade de Gerland aufeinander trafen. Das Duell entschied Olympique Lyon mit 3:1 Toren für sich und gewann damit seinen ersten Meistertitel.
Im Jahr darauf ersetzte Paul Le Guen Jacques Santini. Nach einem schwachen Saisonstart schloss Olympique Lyon zur Saisonmitte zur Spitzengruppe auf. Zehn Spieltage vor Schluss lag der Verein auf dem vierten Platz und sechs Punkte hinter Marseille, doch durch sechs aufeinanderfolgende Siege übernahm er am Abend des zweiunddreißigsten Spieltags die Führung, die er bis zum Ende der Meisterschaft behielt. In der Saison 2003–2004 spielte Olympique Lyon unter. Paul Le Guen offensiver und konnte den dritten Titel in Folge gewinnen. In der Champions League schaffte es der OL bis ins Viertelfinale und scheiterte dann am späteren Sieger des Wettbewerbs, dem FC Porto.
In der folgenden Saison war OL in der Liga dominanter: Dier Verein führte ab dem 10. Spieltag und beendete die Saison mit zwölf Punkten Vorsprung auf den zweitplatzierten LOSC Lille. In der Champions League war erneut im Viertelfinale Schluss, als sie im Elfmeterschießen gegen PSV Eindhoven ausschieden. Nach dem Abgang von Le Guen wurde Gérard Houllier am 29. Mai 2005 zum Trainer ernannt. Die Mannschaft spielte erneut gut: Am Ende der Saison trennten sie fünfzehn Punkte von Girondins Bordeaux.
Im folgenden Jahr baute der OL seine Dominanz noch weiter aus: Am 4. November verloren die Lyoner nach neun Siegen in Folge zum ersten Mal in Rennes. Diese Niederlage verhinderte, dass sie den Rekord von zehn Siegen in Folge in der französischen Meisterschaft einstellen konnten, der von AS Saint-Étienne, Girondins Bordeaux und Stade de Reims gemeinsam gehalten wurde. Lyon brach den Rekord für den besten Saisonstart mit sechzehn Siegen, zwei Unentschieden und einer Niederlage. Die zweite Saisonhälfte verlief weniger erfolgreich. Im März 2007 schied OL im Achtelfinale der Champions League gegen den AS Rom aus, was das schlechteste Ergebnis seit vier Jahren war, und verlor dann das Finale des Ligapokals gegen Bordeaux.
Die europäischen Misserfolge führen zum Abgang von Houllier, Alain Perrin wird sein Nachfolger. Obwohl OL die ganze Saison über an der Spitze lag, musste es sich bis zum letzten Spieltag mit der Konkurrenz aus Bordeaux auseinandersetzen. Mit einem Sieg über AJ Auxerre wurde Lyon zum siebten Mal in Folge Meister und brach damit den Rekord für die meisten aufeinanderfolgenden Meisterschaften. Eine Woche später gewann Lyon den französischen Pokal durch einen Sieg über Paris SG und feierte damit das erste Double in der Vereinsgeschichte. Dennoch wurde der Trainer Alain Perrin aufgrund wiederkehrender Missverständnisse mit einigen Spielern und Mitarbeitern, insbesondere Joël Bats und Robert Duverne, entlassen.

### Niedergang und Stillstand
Ab 2008 begann eine Periode des fast kontinuierlichen Misserfolgs, sowohl in der Ligue 1 als auch auf europäischer Ebene. Um Alain Perrin zu ersetzen, gelang es Jean-Michel Aulas, Claude Puel zu verpflichten. Trotz des Ehrentitels der Herbstmeisterschaft in der Saison 2008–2009 waren die Ergebnisse nicht zufriedenstellend: Lyon wurde in der Champions League vom späteren Sieger FC Barcelona besiegt und konnte in der Meisterschaft nicht mit Bordeaux mithalten, das es überholte. Zum ersten Mal seit 2000 gewann Lyon keine Trophäe, mit Ausnahme des Titels der Frauenabteilung. Am Ende der Saison verließ Juninho den Verein und Karim Benzema wechselte für 35 Millionen Euro zu Real Madrid. Lyon gab daraufhin über 70 Millionen Euro aus, um Lisandro López, Aly Cissokho, Michel Bastos und Bafétimbi Gomis zu verpflichten, mit dem Ziel, in der nächsten Saison den Titel zurückzuerobern. In der Meisterschaft führten jedoch mehrere Fehltritte dazu, dass Lyon weit hinter dem Tabellenführer aus Bordeaux zurückblieb. In der zweiten Saisonhälfte konnte Lyon seine volle Leistungsfähigkeit wiedererlangen, als es Real Madrid und Girondins Bordeaux aus der Champions League warf. Im ersten Halbfinale des Wettbewerbs in der Geschichte Lyons traf man auf Bayern München, doch zwei Niederlagen in beiden Spielen bedeuteten das Ende der europäischen Reise. Dennoch gelang es den zweiten Platz in der Ligue 1 zu erringen.
Für die Saison 2010–2011 verließen mehrere Spieler Lyon, während nur Jimmy Briand und später Yoann Gourcuff für 22 Millionen Euro neu verpflichtet wurden. Als Achtzehnter nach sieben Spieltagen und mit elf Punkten Rückstand auf den Tabellenführer wurde der Verbleib von Claude Puel, dessen Beziehung zu Bernard Lacombe schwierig war in Frage gestellt. Die Ergebnisse verbesserten sich und Lyon erreichte im Dezember das Podium. Der Verein schied im Achtelfinale der Champions League gegen Real Madrid aus und wurde trotz eines eher schwierigen Saisonendes Dritter in der Meisterschaft vor Paris SG und qualifizierte sich somit für die Vorrunde der Champions League. Um wieder auf Titelkurs zu kommen, wurde Rémi Garde zum Trainer ernannt, während die Vereinsführung die Ausbildung förderte, indem sie Jérémy Pied, Clément Grenier, Ishak Belfodil oder Alexandre Lacazette förderte. Lyon verzeichnete die Neuzugänge Bakary Koné, Mouhamadou Dabo und Gueida Fofana, verlor aber Cesar Delgado, Jérémy Toulalan und Miralem Pjanić.

### Die neue Ära (seit 2015)
Die Saison 2015/16 startete nicht unbedingt nach Plan. Im Super Cup verlor man mit 0:2 gegen Paris Saint-Germain und in der Champions League setzte es das frühe Aus in der Gruppenphase als Letztplatzierter gegen Zenit St. Petersburg, KAA Gent und FC Valencia. In der Liga konnte man die Erwartungen nicht annähernd erfüllen, weshalb man sich nach sechs aufeinanderfolgenden Ligaspielen ohne Sieg zur Trennung von Hubert Fournier entschied.
Am 24. Dezember 2015 wurde Bruno Génésio zum Trainer des Vereins ernannt. Am 9. Januar 2016 weihte Olympique Lyon sein neues Stadion ein. Alexandre Lacazette wurde der erste Torschütze im neuen Stadion. Am 2. Oktober 2016 gewann OL das erste Derby gegen Saint-Étienne in der Geschichte des Parc Olympique Lyonnais mit 2:0 durch Tore von Darder und Ghezzal.
In weiterer Folge musste Lyon auch von den beiden Pokalwettbewerben jeweils gegen Paris Saint-Germain (1:5 im Ligapokal, 0:3 im Coupe de France) Abschied nehmen. Mit 65 Punkten erreichte Lyon immerhin noch den zweiten Platz, da man am vorletzten Spieltag die punktgleiche AS Monaco mit 6:1 schlagen und diese somit überholen konnte.
In der Saison 2016/17 erreichte Lyon Platz 3 in der Gruppenphase der Champions League. Dabei hatte man mit Dinamo Zagreb einen einfacheren und mit Juventus Turin sowie dem FC Sevilla zwei schwierigere Gegner vor sich. Daraufhin spielte man in der K.O.-Runde der Europa League weiter. Zuerst gab es ein deutliches Weiterkommen mit einem Gesamtscore von 11:2 gegen AZ Alkmaar (4:1 a; 7:1 h). Im Achtelfinale besiegte man die AS Rom mit einem 4:2 im Hinspiel, verlor dabei aber auch das Rückspiel mit 1:2. Im Viertelfinal-Hinspiel empfing Lyon Beşiktaş Istanbul. Die Franzosen gewannen mit 2:1, obwohl die Fans nach Wurfgeschossen und Schlägereien das Spielfeld stürmten. Einige Tage später gab die UEFA bekannt, dass beide Vereine für zwei Jahre auf Bewährung von den europäischen Wettbewerben ausgeschlossen wurden. Eine Woche nach dem turbulenten Hinspiel empfing Beşiktaş seinerseits OL. Die Türken gewannen mit 2:1 und die beiden Mannschaften gingen in die Verlängerung und ins Elfmeterschießen. Anthony Lopes, der Torhüter von Rhodos, hielt zwei Elfmeter kurz hintereinander und sicherte Lyon damit den Einzug ins Halbfinale. Nach einer 1:4-Hinspielniederlage gegen Ajax Amsterdam schien das Ausscheiden besiegelt. Lyon konnte das Rückspiel noch mit 3:1 für sich entscheiden, was aber nicht mehr ausreichte, um ins Endspiel einzuziehen. Der Klub wurde am Ende Vierter und musste sich daher mit der UEFA Europa League 2017/18 begnügen.
Die Saison 2017/18 wird durch das Derby zwischen Lyon und Saint-Étienne gekennzeichnet. Am 5. November 2017 gewannen die Lyoner das Spiel mit 5:0, vor allem dank eines Doppelpacks von Nabil Fekir. Nachdem er das fünfte Tor erzielt hatte, hielt der Kapitän der Lyoner sein Trikot in Richtung des Publikums hoch, was den Zorn der gegnerischen Anhänger hervorrief, die 40 Minuten lang das Spielfeld besetzten. In der Europa League belegte Lyon in der Gruppenphase hinter Atalanta Bergamo und vor dem FC Everton sowie Apollon Limassol den zweiten Platz. Anschließend schaltete man im Sechzehntelfinale den FC Villarreal mit zwei Siegen aus, woraufhin es im Achtelfinale zum Duell gegen ZSKA Moskau kam. Während Lyon das Hinspiel in der russischen Hauptstadt mit 1:0 für sich entscheiden konnte, scheiterte man zuhause jedoch mit 2:3 und schied aufgrund der Auswärtstorregel aus. Mit einem Punkt Vorsprung auf Olympique Marseille gelang OL als Drittplatzierter die Qualifikation zur UEFA Champions League 2018/19.
Gruppengegner in der Champions League wurden Manchester City, Schachtar Donezk und die TSG Hoffenheim. Bemerkenswert war hierbei, dass Lyon nach dem ersten Gruppenspiel, bei dem man einen 2:1-Auswärtssieg über den Klub aus Manchester feierte, jedes Spiel mit einem Unentschieden beendete. OL wurde Zweiter und zog damit als einzige ungeschlagene Mannschaft dieser Gruppe ins Achtelfinale ein. Dort musste man sich dem FC Barcelona stellen, gegen den es ein 0:0 im Hinspiel gab. Das Rückspiel im Camp Nou ging mit 1:5 jedoch deutlich verloren. Seit dem Pokalsieg 2012 konnte Lyon im Coupe de France erstmals wieder das Halbfinale erreichen. Im Viertelfinale rächte man sich gegen den SM Caen für die Überraschungsniederlage aus dem Vorjahr, verlor jedoch im Halbfinale mit 2:3 gegen Stade Rennes. In der Meisterschaft gab es erneut einen dritten Platz.
Zur Saison 2019/20 wurde Sylvinho als neuer Cheftrainer eingestellt, nachdem Bruno Génésio im Mai den Verein verlassen hatte. Jedoch musste der Brasilianer nach nur elf Pflichtspielen wieder gehen, da er nicht an die bisherigen Leistungen anknüpfen konnte. Anschließend übernahm Rudi Garcia, der zuvor den Rivalen Olympique Marseille trainiert hatte. Mit ihm konnte sich Lyon aber wieder steigern und schaffte in der Champions-League-Gruppenphase gegen RB Leipzig, Benfica Lissabon und Zenit St. Petersburg den zweiten Platz, obwohl sowohl Benfica als auch Zenit jeweils sieben Punkte sammeln konnten und OL damit nur einen Punkt mehr hatte. Außerdem erreichte man in der bisher letzten Ausgabe des Coupe de la Ligue das Finale, nachdem man sich gegen den OSC Lille im Elfmeterschießen durchgesetzt hatte. Auch im Coupe de France rückte man bis ins Halbfinale auf, scheiterte aber mit 1:5 deutlich an Paris Saint-Germain. Anschließend wurde die Saison aufgrund der COVID-19-Pandemie unterbrochen. Im Gegensatz zu anderen Ligen Europas wurden in der französischen Liga alle übrigen Saisonspiele abgesagt, weshalb Lyon diese Spielzeit nur auf Platz 7 beendete und damit um einen Punkt die Europa League verpasste.
Zum Start in die Saison 2020/21 verlor Olympique Lyon das Endspiel des Ligapokals. Nach einem 0:0 setzte sich Paris Saint-Germain im Elfmeterschießen durch. Nachdem man im Achtelfinal-Hinspiel der Champions League – noch vor der Pandemie – Juventus mit 1:0 geschlagen hatte, gab es im Rückspiel in Turin eine 1:2-Niederlage. Die Auswärtstorregel berechtigte die Lyoner aber zum Aufstieg ins Viertelfinale. Die weiteren K.O.-Spiele der Champions League wurden auf jeweils ein Spiel reduziert. Lyon spielte seine übrigen Spiele immer im Estádio José Alvalade von Sporting Lissabon, ebenfalls zur Verfügung gestellt wurde das Estádio da Luz von Benfica. Im Viertelfinale besiegte man Manchester City mit 3:1, anschließend verlor man jedoch mit 0:3 gegen den späteren Sieger FC Bayern München.
In der Liga startete Lyon unglaublich in die neue Spielzeit. In der Hinrunde verlor man nur einmal mit 1:2 gegen den HSC Montpellier und blieb sonst ungeschlagen. Dafür lief die Rückrunde umso schlechter, weshalb es am Ende nur für den vierten Platz reichte. Im Achtelfinale des Coupe de France gab man gegen den Zweitligisten Red Star FC eine 2:0-Führung aus der Hand und setzte sich somit erst im Elfmeterschießen durch. Die AS Monaco besiegelte im Viertelfinale schlussendlich Lyons Aus mit einem 0:2.
Peter Bosz musste als neuer Cheftrainer für die Saison 2021/22 den Abgang von Rudi Garcia kompensieren. In der Gruppenphase der UEFA Europa League 2021/22 setzte sich Olympique Lyon gegen die Glasgow Rangers, Sparta Prag und Brøndby IF souverän als Gruppensieger durch und übersprang dank der neuen Reform das Sechzehntelfinale. Im Achtelfinale setzte man sich knapp gegen den FC Porto durch. Dabei gab es ein 1:0 in Porto, worauf man zuhause 1:1 spielte. Ein weiteres 1:1 gab es im Viertelfinal-Hinspiel gegen West Ham United. Zuhause verlor man jedoch deutlich mit 0:3 und schied somit aus. In der Liga erfüllte die Mannschaft nicht die Erwartungen und wurde nur Achter.
Am 17. Dezember 2021 trat man zum vierten Spieltag des Coupe de France auswärts beim Zweitligisten Paris FC an. Zum Halbzeitstand von 1:1 kam es jedoch zu Zuschauerausschreitungen, die einen Spielabbruch zur Folge hatten. Das Spiel wurde daraufhin am grünen Tisch mit 0:0 gewertet, was gleichbedeutend mit einer Disqualifizierung beider Vereine war.
Die Saison 2022/23 wirkte zu Beginn wie eine Achterbahnfahrt. Von den ersten fünf Saisonspielen konnte man vier gewinnen, daraufhin verlor Lyon jedoch vier Spiele am Stück. Infolgedessen entschied man sich zur Trennung von Peter Bosz und der Anstellung von Laurent Blanc. Im Coupe de France konnte man erneut das Halbfinale erreichen, unterlag dabei aber mit 0:1 dem FC Nantes. In der Liga erreichte man Platz 7 und verpasste damit einmal mehr den Europapokal.
Die Hinrunde der Saison 2023/24 wurde zum Albtraum für den Traditionsklub. Nach fünf sieglosen Spielen musste Laurent Blanc als Cheftrainer wieder zurücktreten. Unter Neo-Trainer Fabio Grosso lief es allerdings nicht annähernd besser. Lyon schlitterte auf den letzten Tabellenplatz und holte aus den ersten zwölf Saisonspielen nur einen Sieg. Unter Grosso sah OL keine Zukunft, weshalb man unter Pierre Sage neue Hoffnung schöpfen wollte. Erst mit einem 1:0-Sieg über Olympique Marseille am 20. Spieltag konnte sich Lyon erstmals von den Abstiegsrängen befreien. Mit zwölf Siegen aus der Rückrunde schaffte Lyon sogar einen bemerkenswerten Aufstieg auf den sechsten Platz und sicherte sich mit der Qualifikation zur UEFA Europa League 2024/25 die Rückkehr ins internationale Geschäft. Darüber hinaus erreichte man im Coupe de France das Finale, das man jedoch mit 1:2 gegen Paris Saint-Germain verlor.
Am 18. November 2024 wurde bekannt, dass die Finanzkontrolle des französischen Fußballs (DNCG) über den hochverschuldeten Klub eine Transfersperre für den kommenden Winter verhängte und den Verein provisorisch zum Saisonende in die zweite Liga versetzt hat. Am 24. Juni 2025 wurde durch die DNCG der Zwangsabstieg des Klubs zur Saison 2025/26 bekanntgeben. Gegen die Entscheidung legte Olympique Lyon Berufung ein und wendete den Abstieg so erfolgreich ab. Die UEFA verhängte eine Geldstrafe wegen Verstoßes gegeben geltende Transferregeln. Lyon wäre von UEFA-Wettbewerben in der Saison 2025/26 ausgeschlossen worden, wäre der Zwangsabstieg final bestätigt worden.
Vereinswappenhistorie

1996–2006
2006–2022

## Ligazugehörigkeit
Erstklassig (Division 1, seit 2002 Ligue 1 genannt) spielte Lyon 1942/43 und 1944–1946 (als LOU) und dann wieder 1951/52, 1954–1983 und 1989–2025 (als OL).

## Stadion
Der Verein trug seine Heimspiele im 40.480 Zuschauer fassenden, städtischen Stade Gerland (offiziell Stade Municipal de Gerland) aus. Es wurde 1926 erbaut und 1998 für die WM grundlegend renoviert. Allerdings plante man eine neue, vereinseigene Arena mit etwa 60.000 Plätzen in Décines-Charpieu, östlich Lyons und nahe dem Flughafen Lyon Saint-Exupéry. Die ursprüngliche Planung sah eine Fertigstellung zur Saison 2010/11 vor, konnte aufgrund zahlreicher Nachbareinsprüche und anderer Genehmigungshindernisse nicht eingehalten werden. Am 22. Oktober 2012 konnte der Bau letztendlich beginnen. Die letzte Partie im Stade Gerland von Olympique Lyon fand am 16. Dezember 2015 im Coupe de la Ligue gegen den FC Tours statt.
Das anfangs als OL Land bezeichnete Neubauprojekt trug ab Januar 2011 die offizielle Bezeichnung Stade des Lumières (wörtlich übersetzt „Stadion der Lichter“). Dieser Name bezieht sich einerseits auf die jährlich am 8. Dezember gefeierte gallische „Hauptstadt des Lichts“, andererseits auf die in dieser Region tätigen Brüder Lumière. Es war allerdings beabsichtigt, den Namen schon während der Bauphase an einen Sponsoren zu verkaufen. Mit der Eröffnung trug das Stadion den Namen Parc Olympique Lyonnais. Am 9. Januar 2016 wurde die neue, mit 59.186 Plätzen ausgestattete, Fußballarena mit dem Ligaspiel gegen ES Troyes AC (4:1) eingeweiht. Seit 2017 trägt das Stadion den Sponsorennamen Groupama Stadium, nach dem Versicherungsunternehmen Groupama (Groupe des Assurances Mutuelles Agricoles).

## Rivalitäten
Neben Rivalitäten zu anderen Spitzenclubs des französischen Fußballs wie PSG und Olympique Marseille (Le Classique) sind vor allem die Spiele gegen den ehemaligen französischen Rekordmeister AS Saint-Étienne schon seit Jahrzehnten von hoher Brisanz. Oft wird vom einzigen echten Derby in der Ligue 1 gesprochen, da beide Städte nur etwa 60 km voneinander entfernt sind. Dazu kommt, dass Saint-Étienne eine Arbeiterstadt ist, während Lyon von der Bourgeoisie geprägt ist. Die Spiele sind nach französischen Maßstäben als Risikospiele zu betrachten, wie sich beispielsweise beim Aufeinandertreffen in der Rückrunde 2006/07 zeigte.

## Sportliche Erfolge
- Französische Meisterschaft
  - Meister: 2002, 2003, 2004, 2005, 2006, 2007, 2008
  - Vize-Meister: 1995, 2001, 2010, 2015, 2016
- Französischer Pokal
  - Sieger: 1964, 1967, 1973, 2008, 2012
  - Finalist: 1963, 1971, 1976, 2024
- Französischer Ligapokal
  - Sieger: 2001
  - Finalist: 1996, 2007, 2012, 2014, 2020
- Französischer Superpokal
  - Sieger: 1973, 2002, 2003, 2004, 2005, 2006, 2007, 2012
- UEFA Champions League
  - Halbfinale: 2010, 2020
- Europapokal der Pokalsieger
  - Halbfinale: 1964
- UEFA Europa League
  - Halbfinale: 2017
- UEFA Intertoto Cup
  - Sieger: 1997

## Kader 2024/25
Stand: 4. Mai 2025
| Nr.        | Nat.               | Name                   | Geburtstag | im Verein seit | Vertrag bis |     |
| Tor        | Tor                | Tor                    | Tor        | Tor            | Tor         | Tor |
| ---------- | ------------------ | ---------------------- | ---------- | -------------- | ----------- | --- |
| 01         | Brasilien          | Lucas Perri            | 10.12.1997 | 2024           | 2028        |     |
| 40         | Frankreich         | Rémy Descamps          | 25.06.1996 | 2024           | 2027        |     |
| 50         | Mali               | Lassine Diarra         | 11.11.2002 | 2023           | 2027        |     |
| Abwehr     |                    |                        |            |                |             |     |
| 03         | Argentinien        | Nicolás Tagliafico     | 31.08.1992 | 2022           | 2025        |     |
| 16         | Brasilien          | Abner Vinícius         | 27.05.2000 | 2024           | 2029        |     |
| 19         | Senegal            | Moussa Niakhaté        | 08.03.1996 | 2024           | 2028        |     |
| 20         | Frankreich         | Saël Kumbedi           | 26.03.2005 | 2022           | 2027        |     |
| 22         | Angola             | Clinton Mata           | 07.11.1992 | 2023           | 2026        |     |
| 27         | Komoren            | Warmed Omari           | 23.04.2000 | 2024           | 2025        |     |
| 55         | Kroatien           | Duje Ćaleta-Car        | 17.09.1996 | 2023           | 2027        |     |
| 98         | England            | Ainsley Maitland-Niles | 29.08.1997 | 2023           | 2027        |     |
|            | Frankreich         | Irvyn Lomami           | 30.12.2003 | 2023           | 2025        |     |
| Mittelfeld |                    |                        |            |                |             |     |
| 04         | Elfenbeinküste     | Paul Akouokou          | 20.12.1997 | 2023           | 2027        |     |
| 07         | Frankreich         | Jordan Veretout        | 01.03.1993 | 2024           | 2026        |     |
| 08         | Frankreich         | Corentin Tolisso       | 03.08.1994 | 2022           | 2027        |     |
| 15         | Vereinigte Staaten | Tanner Tessmann        | 24.09.2001 | 2024           | 2029        |     |
| 23         | Argentinien        | Thiago Almada          | 26.04.2001 | 2025           | 2025        |     |
| 31         | Serbien            | Nemanja Matić          | 01.08.1988 | 2024           | 2026        |     |
| Sturm      |                    |                        |            |                |             |     |
| 10         | Frankreich         | Alexandre Lacazette    | 28.05.1991 | 2022           | 2025        |     |
| 11         | Belgien            | Malick Fofana          | 31.03.2005 | 2024           | 2028        |     |
| 29         | Frankreich         | Enzo Molebe            | 18.09.2007 | 2024           | 2027        |     |
| 37         | Ghana              | Ernest Nuamah          | 01.11.2003 | 2023           | 2028        |     |
| 69         | Georgien           | Georges Mikautadze     | 31.10.2000 | 2024           | 2028        |     |

## Für den Verein wichtige ehemalige Spieler und Trainer
| - Éric Abidal - Sonny Anderson - Marcel Aubour - Michel Bastos - Karim Benzema - Serge Chiesa - Nestor Combin - Cris - Eric Deflandre - Vikash Dhorasoo - Mahamadou Diarra | - Fleury Di Nallo - Jean Djorkaeff - Raymond Domenech - Edmílson - Michael Essien - Marc-Vivien Foé - Ludovic Giuly - Fabio Grosso - André Guy - Louis Hon - Aimé Jacquet | - Lucien Jasseron - Juninho - Abdelhamid Kermali - Bernard Lacombe - Florent Laville - André Lerond - Hugo Lloris - Péguy Luyindula - Florent Malouda - Steve Marlet | - Aimé Mignot - Robert Mouynet - Patrick Müller - Bruno N’Gotty - Abédi Pelé - Ángel Rambert - Tiago - Jean Tigana - Jérémy Toulalan - Miralem Pjanić |

Im Sommer 2007 stellten fünf Journalisten, die Olympiques Werdegang seit Jahrzehnten verfolgten, folgende „Mannschaft der Besten aller Zeiten“ („équipe type“) zusammen:
- Tor: Grégory Coupet (bei OL von 1997–2008); Ersatz: Marcel Aubour
- Abwehr: Jean Djorkaeff (1958–1966) – Cris (2004–2012) – André Lerond (1951–1959) – Aimé Mignot (1955–1965); Ersatz: Raymond Domenech, Éric Abidal
- Mittelfeld: Mahamadou Diarra (2002–2006) – Juninho (2001–2009) – Serge Chiesa (1969–1983); Ersatz: Jean Tigana, Angel Rambert
- Stürmer: Fleury di Nallo (1960–1974) – Bernard Lacombe (1969–1978) – Sonny Anderson (1999–2003); Ersatz: Nestor Combin, André Guy

Als „Bester dieser Besten“ wurde Serge Chiesa (vor Juninho und di Nallo) erkoren.

## Trainer
- 1950–1954 Oscar Heisserer
- 1954–1955 Julien Darui
- 1955–1959 Lucien Troupel
- 1959–1961 Gabriel Robert
- 1961–1962 Manuel Fernandez
- 1962–1966 Lucien Jasseron
- 1966–1968 Louis Hon
- 1968–1976 Aimé Mignot
- 1976–1980 Aimé Jacquet
- 1980–1981 Jean-Pierre Destrumelle
- 1981–1982 Vladimir Kovačević
- 1982–1984 Robert Herbin
- 1984–1987 Robert Nouzaret
- 1987–1988 Denis Papas
- 198800000 Marcel Leborgne
- 1988–1993 Raymond Domenech
- 1993–1995 Jean Tigana
- 1995–1996 Guy Stéphan
- 1996–2000 Bernard Lacombe
- 2000–2002 Jacques Santini
- 2002–2005 Paul Le Guen
- 2005–2007 Gérard Houllier
- 2007–2008 Alain Perrin
- 2008–2011 Claude Puel
- 2011–2014 Rémi Garde
- 2014–2015 Hubert Fournier
- 2015–2019 Bruno Génésio
- 201900000 Sylvinho
- 2019–2021 Rudi Garcia
- 2021–2022 Peter Bosz
- 2022–2023 Laurent Blanc
- 202300000 Jean-François Vulliez
- 202300000 Fabio Grosso
- 2023–2025 Pierre Sage
- seit 20250x Paulo Fonseca

## Frauenfußball

### Geschichte
1970 gründete der FC Lyon eine Frauenmannschaft. Diese gewann viermal die Meisterschaft und zweimal den Pokal. Im Sommer 2004 wechselte die Abteilung zu Olympique Lyon. 2007 wurden die Frauen von Olympique erstmals Landesmeisterinnen; nachdem sie 2008 den Doublé gewonnen haben, entwickelte sich in der französischen Liga ein ähnlicher Alleingang der Olympique-Frauen, wie ihn die Männer des Vereins im ersten Jahrzehnt des neuen Jahrtausends vorzuweisen hatten: 2020 gewann Olympique Lyonnais Féminin seine vierzehnte Landesmeisterschaft in Folge; 2021 wurde das Team lediglich Vizemeister. Seit 2012 haben die Fenottes auch lediglich noch ein Landespokalfinale verloren.
Im europäischen Meisterwettbewerb erreichten die Lyonnaises 2008 und 2009 das Semifinale und 2010 erstmals das Endspiel, 2011 gewann Olympiques Frauenmannschaft auch ihren ersten internationalen Titel. Diesen konnte das Team 2012 verteidigen; bis 2022 ist OLs Palmarès auf europäischer Ebene auf acht Titelgewinne angewachsen.
Die Ausnahmestellung der Lyoner Frauen nicht nur im eigenen Land schlägt sich darin nieder, dass sie in diesen drei Wettbewerben von 2007 bis 2020 jährlich stets mindestens einen, meist aber mehrere Titel gewonnen haben: „nur“ einen lediglich in drei Spielzeiten, aber sechs Doubles und vier Triples (auf Französisch als Doublé beziehungsweise Triplé bezeichnet).
Für diesen Erfolgsweg waren lediglich sechs Trainer verantwortlich: Farid Benstiti (2004–2010, vorher schon beim FCL), der in den 1980er Jahren auch selbst bei OL gespielt hatte, Patrice Lair (2010–2014), Gérard Prêcheur (2014–2017), Reynald Pedros (2017–2019), Jean-Luc Vasseur (2019–April 2021) und seither – als erste Frau – Sonia Bompastor. Neben einem siebenstelligen Saisonetat (2012/13 rund 3,5 Mio. Euro) kann Lyon sich auf seine gute Nachwuchsarbeit stützen; so wurden beispielsweise vier junge Frauen des Vereins B-Jugend-Weltmeisterinnen im Oktober 2012.
Ende 2019 hat der Verein 89,5 % des Kapitals des Reign FC mit einem Wert von gut 3,1 Millionen US-Dollar erworben. Die OL Groupe ist damit auch Aktionär der Frauen-Profiliga NWSL, in deren Verwaltungsrat Olympiques Präsident Jean-Michel Aulas 2020 den Vorsitz führt. Weitere 3 % der Anteile sicherte sich Tony Parker, Botschafter der Marke OL in den Vereinigten Staaten.
Zur Saison 2025/26 benennt sich die Frauenfußballabteilung in OL Lyonnes um; „Lyonnes“ ist ein Wortspiel, das „Lionnes“ (Löwinnen auf Deutsch) mit dem Namen der Stadt verknüpft.

### Erfolge
- Französischer Meister: 2007, 2008, 2009, 2010, 2011, 2012, 2013, 2014, 2015, 2016, 2017, 2018, 2019, 2020, 2022, 2023, 2024, 2025
- Französischer Pokalsieger: 2008, 2012, 2013, 2014, 2015, 2016, 2017, 2019, 2020 (und Finalistinnen 2005, 2006, 2007, 2018), 2023
- Französischer Supercup-Gewinner: 2019, 2022, 2023
- UEFA Women’s Champions League: Sieger 2011, 2012, 2016, 2017, 2018, 2019, 2020, 2022 (und Endspielteilnahme 2010, 2013)